# EverdreaM
EverdreaM (エバードリーム) ist ein im Jahr 2023 gegründetes Gesangsduo bestehend aus den beiden Synchronsprecherinnen Misato Matsuoka und Hitomi Sekine.

## Geschichte
Bekanntegegeben wurde die Gründung des Gesangsduos am 8. März 2023 als angekündigt wurde, dass das Duo mit dem Stück Endless Labyrinth das Lied im Vorspann der Anime-Fernsehserie Rokudō no Onna-tachi singen wird. Das Duo, dessen Mitglieder am 25. März gleichen Monats der Öffentlichkeit bekannt gemacht wurden besteht aus den Synchronsprecherinnen Misato Matsuoka und Hitomi Sekine. Am selben Tag wurde bekanntgegeben, dass das Duo mit Endless Labyrinth eine erste EP mit fünf Titeln veröffentlichen werden.
Diese wurde am 21. Juni 2023 veröffentlicht und erreichte Platz 29 der japanischen Albumcharts von Oricon. Mit dem Lied Ever Dream war das Duo in der Dramaserie Aidoru datta ore ga, haitatsuin ni natta., welche auf BS Fuji gezeigt wurde, im Vorspann zu hören. Im August wurde angekündigt, dass EverdreaM mit Jekyll & Hyde und Ao no Genseki sowohl das Vor- als auch das Abspannlied zur Anime-Fernsehserie Berserk of Gluttony einspielen wird. Die Single erscheint am 8. November gleichen Jahres auf CD. Ao no Genseki wurde bereits am 11. September auf digitaler Ebene auf den Markt gebracht. Ein Musikvideo zu dem Lied wurde am gleichen Tag auf YouTube veröffentlicht.
Am 27. November 2024 erschien die Single Kimi to Mita Keshiki, dessen gleichnamiges Lied im Abspann der Animeserie Goodbye, Dragon Life! zu hören ist. Ende Juli 2025 kam mit No Frame das Debütalbum auf den japanischen Markt.

## Konzept
Das Konzept des Duos basiert auf den Slogan „Beyond Dimension that that transcends two and three dimensions“. Als Musikerinnen fokussieren sich die Mitglieder auf die Produktion von Animesongs, wobei das Engagement bei der Produktion von Anime über den musikalischen Aspekt hinaus geht. So sind beide Mitglieder als Synchronsprecherinnen zu hören.
Bei Live- und Mediaauftritten wird das Duo von verschiedenen Illustratoren unterstützt, die Charaktere zu jedem einzelnen Lied anfertigen.

## Diskografie

### Studioalben
| Jahr | Titel Musiklabel | Höchstplatzierung, Gesamtwochen, AuszeichnungChartsChartplatzierungen (Jahr, Titel, Musiklabel, Platzierungen, Wochen, Auszeichnungen, Anmerkungen) | Anmerkungen                         |
| Jahr | Titel Musiklabel | JP | Anmerkungen                         |
| ---- | ---------------- | --- | ----------------------------------- |
| 2025 | No Frame HIPTIP  | JP40 (… Wo.)JP | Erstveröffentlichung: 30. Juli 2025 |

### EPs
| Jahr | Titel Musiklabel         | Höchstplatzierung, Gesamtwochen, AuszeichnungChartsChartplatzierungen (Jahr, Titel, Musiklabel, Platzierungen, Wochen, Auszeichnungen, Anmerkungen) | Anmerkungen                         |
| Jahr | Titel Musiklabel         | JP | Anmerkungen                         |
| ---- | ------------------------ | --- | ----------------------------------- |
| 2023 | Endless Labyrinth HIPTIP | JP29 (1 Wo.)JP | Erstveröffentlichung: 21. Juni 2023 |

### Singles
| Jahr | Titel Album                          | Höchstplatzierung, Gesamtwochen, AuszeichnungChartsChartplatzierungen (Jahr, Titel, Album, Platzierungen, Wochen, Auszeichnungen, Anmerkungen) | Anmerkungen                                                                         |
| Jahr | Titel Album                          | JP | Anmerkungen                                                                         |
| ---- | ------------------------------------ | --- | ----------------------------------------------------------------------------------- |
| 2023 | Jekyll & Hyde/Ao no Genseki No Frame | JP18 (2 Wo.)JP | Erstveröffentlichung: 8. November 2023 Vor- und Abspanntitel zu Berserk of Gluttony |
| 2024 | Sadame No Frame                      | JP31 (3 Wo.)JP | Erstveröffentlichung: 8. Mai 2024 Abspanntitel zu Re:Monster                        |
| 2024 | Kimi to Mita Keshiki No Frame        | JP17 (2 Wo.)JP | Erstveröffentlichung: 17. November 2024 Abspanntitel zu Goodbye, Dragon Life        |